# Karl Werner
Karl Werner (também referido como Carl Werner, Hafnerbach, 8 de março de 1821 — Viena, 14 de abril de 1888) foi um teólogo austríaco que na segunda metade do século XIX publicou monografias eruditas relacionadas com as doutrinas dos grandes doutores da escolástica medieval e seiscentista.
Nas suas monografias tratou do pensamento de, entre outros, Alcuíno, Alberto Magno, Guillerme de Auvernia, Roger Bacon, São Boaventura, Santo Tomás de Aquino, Duns Escoto e Francisco Suárez.

## Obras
- 1850-1852 - System der christlichen Ethik, 3 vol., Regensburg (reedição: 1970, Ed. Minerva, Frankfurt am Main, ISBN 3 86598 400 2).
- 1859 - Der heilige Thomas von Aquino, Regensburg.
- 1861 - Franz Suarez und die Scholastik der letzten Jahrhunderts, 2 vol., Regensburg, 1861; 2. ed., 1889.
- 1861-1867 - Geschichte der apologetischen und polemischen Literatur der christlichen Theologie, 5 vol., Schaffhausen (reedição: 1966, Ed. Zeller, Osnbrück).
- 1866 - Geschichte der katholischen Theologie seit dem Trienter Concil bis zur Gegenwart, Munich
- 1873 - Die Psychologie des Wilhelm von Auvergne, Viena.
- 1876 - Alcuin und sein Jahrhundert, Paderborn.
- 1876 - Die Psychologie und Erkenntnislehre des Johannes Bonaventura, Viena.
- 1877 - Die Psychologie und Erkenntnislehre des Johannes Duns Scotus, Viena.
- 1877 - Die Sprachlogik des Johannes Duns Scotus, Viena.
- 1877 - Der Entwicklungsgang der mittelalterlichen Psychologie von Alcuin bis Albertus Magnus, Viena.
- 1879 - Giambattista Vico als Philosoph und gelehrter Forscher, Viena (ed. 1881).
- 1879 - Die Psychologie, Erkenntnis- und Wissenschaftslehre des Roger Bacon, Viena (reedição: 1966, Ed. Minerva, Frankfurt am Main, ISBN 3 86598 374 X)
- 1879 - Die Kosmologie und allgemeine Naturlehre des Roger Baco, Viena.
- 1881 - Johannes Duns Scotus, Viena.
- 1881-87 - Die Scholastik des späteren Mittelalters, 4 vol., Viena.